# Чемпіонат Європи з футзалу 2022
Чемпіонат Європи з футзалу 2022, чи Євро 2022 з футзалу — дванадцятий за ліком Чемпіонат Європи з футзалу серед чоловічих національних збірних. Вперше турнір приймають Нідерланди.
Цей турнір стане першим, після переходу на чотирирічний інтервал, а також перший, у котрому беруть участь 16 збірних. Раніше змагання проходили раз на два роки і в них брали участь 12 збірних. Матчі відбуватимуться з 19 січня по 6 лютого. 

## Вибір країни-господаря
Вибори країни-господаря стартували 12 жовтня 2018 року, подача заявок тривала до 21 січня 2019 року. На проведення турніру претендували 7 країни: 
- Боснія і Герцеговина
- Франція
- Казахстан
- Литва
- Нідерланди
- Португалія
- Швеція

Остаточну заявку разом з проєктами приймали до 30 травня 2019 року, до УЄФА надійшло 3 заявки: 
- Нідерланди: Амстердам і Гронінген
- Португалія: Лісабон і Порту
- Франція: Лілль та Орші

24 вересня 2019 року в Любляні Виконавчий комітет УЄФА обрав Нідерланди країною-господаркою.

## Кваліфікація
15 збірних подолали відбірковий турнір, котрий тривав з 29 січня 2020 по 17 листопад 2021 року. 

### Учасники
У фінальному раунді зіграють 16 збірних
| Збірна               | Кваліфікувалася як              | Дата              | Брали участь у Євро1                                                  |
| -------------------- | ------------------------------- | ----------------- | --------------------------------------------------------------------- |
| Нідерланди           | Господарі                       | 24 вересня 2019   | 5 (1996, 1999, 2001, 2005, 2014)                                      |
| Хорватія             | Переможець групи 1              | 9 березня 2021    | 5 (1999, 2001, 2012, 2014, 2016)                                      |
| Росія                | Переможець групи 2              | 9 березня 2021    | 11 (1996, 1999, 2001, 2003, 2005, 2007, 2010, 2012, 2014, 2016, 2018) |
| Азербайджан          | Переможець групи 3              | 9 березня 2021    | 5 (2010, 2012, 2014, 2016, 2018)                                      |
| Боснія і Герцеговина | Переможець групи 4              | 10 березня 2021   | 0 (Дебют)                                                             |
| Казахстан            | Переможець групи 5              | 6 квітня 2021     | 2 (2016, 2018)                                                        |
| Іспанія              | Переможець групи 6              | 9 березня 2021    | 11 (1996, 1999, 2001, 2003, 2005, 2007, 2010, 2012, 2014, 2016, 2018) |
| Італія               | Переможець групи 7              | 9 березня 2021    | 11 (1996, 1999, 2001, 2003, 2005, 2007, 2010, 2012, 2014, 2016, 2018) |
| Португалія           | Переможець групи 8              | 12 квітня 2021    | 9 (1999, 2003, 2005, 2007, 2010, 2012, 2014, 2016, 2018)              |
| Грузія               | краща збірна серед другий місць | 9 квітня 2021     | 0 (Дебют)                                                             |
| Словенія             | краща збірна серед другий місць | 12 квітня 2021    | 6 (2003, 2010, 2012, 2014, 2016, 2018)                                |
| Фінляндія            | краща збірна серед другий місць | 13 квітня 2021    | 0 (Дебют)                                                             |
| Словаччина           | краща збірна серед другий місць | 13 квітня 2021    | 0 (Дебют)                                                             |
| Польща               | краща збірна серед другий місць | 14 квітня 2021    | 2 (2001, 2018)                                                        |
| Україна              | краща збірна серед другий місць | 14 квітня 2021    | 10 (1996, 2001, 2003, 2005, 2007, 2010, 2012, 2014, 2016, 2018)       |
| Сербія               | переможець раунду плей-офф      | 17 листопада 2021 | 6 (1999, 2007, 2010, 2012, 2016, 2018)                                |

1 Жирним виділено роки коли збірна вигравали турнір. Курсивом рік коли країна приймала турнір.

### Жеребкування фінального раунду
Жеребкування відбулося у місті Зейст 18 жовтня 2021 року. Збірні було розбити на чотири кошики згідно з рейтингом УЄФА. Завдяки цьому збірна Сербії опинилася у другому кошику, хоч кваліфікувалася на турнір лише у раунді плей-офф. З міркувань безпеки збірні Росії та України не можуть грати в одній групі та в один день, аби уникнути можливих сутичок між уболівальниками чи спортсменами. 
| Кошик 1                                            | Кошик 2                                            | Кошик 3                                                          | Кошик 4                                                                |
| -------------------------------------------------- | -------------------------------------------------- | ---------------------------------------------------------------- | ---------------------------------------------------------------------- |
| Іспанія (1) Росія (2) Португалія (3) Казахстан (4) | Хорватія (5) Азербайджан (6) Сербія (7) Італія (8) | Україна (10) Словенія (11) Боснія і Герцеговина (12) Польща (13) | Фінляндія (14) Словаччина (16) Грузія (17) Нідерланди (господарі) (19) |

## Стадіони
Матчі проходитимуть на двох майданчиках:
| Амстердам                | Гронінген                  | Амстердам Гронінген |
| ------------------------ | -------------------------- | ------------------- |
| Зігго Дом Вміщує: 10,500 | МартініПлаза Вміщує: 4,500 | Амстердам Гронінген |
|                          |                            | Амстердам Гронінген |

## Груповий турнір
Збірні, котрі посядуть перше та друге місце проходять до 1/4 фіналу.

### Група A
| Поз | Команда        | І | В | Н | П | ГЗ | ГП | РГ | О | Кваліфікація |
| --- | -------------- | - | - | - | - | -- | -- | -- | - | ------------ |
| 1   | Португалія     | 3 | 3 | 0 | 0 | 9  | 3  | +6 | 9 | Плей-офф     |
| 2   | Україна        | 3 | 1 | 0 | 2 | 8  | 5  | +3 | 3 | Плей-офф     |
| 3   | Нідерланди (H) | 3 | 1 | 0 | 2 | 6  | 9  | −3 | 3 |              |
| 4   | Сербія         | 3 | 1 | 0 | 2 | 6  | 12 | −6 | 3 |              |

| 19 січня 2022 17:30 |

| Сербія | 2–4      | Португалія |
| ------ | -------- | ---------- |
|        | Протокол |            |

| Зігго Дом, Амстердам |

| 19 січня 2022 20:30 |

| Нідерланди | 3–2      | Україна |
| ---------- | -------- | ------- |
|            | Протокол |         |

| Зігго Дом, Амстердам |

| 23 січня 2022 14:30 |

| Сербія | 1–6      | Україна |
| ------ | -------- | ------- |
|        | Протокол |         |

| Зігго Дом, Амстердам |

| 23 січня 2022 17:30 |

| Португалія | 4–1      | Нідерланди |
| ---------- | -------- | ---------- |
|            | Протокол |            |

| Зігго Дом, Амстердам |

| 28 січня 2022 20:30 |

| Україна | 0–1      | Португалія |
| ------- | -------- | ---------- |
|         | Протокол |            |

| МартініПлаза, Гронінген |

| 28 січня 2022 20:30 |

| Нідерланди | 2–3      | Сербія |
| ---------- | -------- | ------ |
|            | Протокол |        |

| Зігго Дом, Амстердам |

### Група B
| Поз | Команда   | І | В | Н | П | ГЗ | ГП | РГ | О | Кваліфікація |
| --- | --------- | - | - | - | - | -- | -- | -- | - | ------------ |
| 1   | Казахстан | 3 | 2 | 1 | 0 | 14 | 7  | +7 | 7 | Плей-офф     |
| 2   | Фінляндія | 3 | 1 | 1 | 1 | 7  | 10 | −3 | 4 | Плей-офф     |
| 3   | Італія    | 3 | 0 | 2 | 1 | 6  | 9  | −3 | 2 |              |
| 4   | Словенія  | 3 | 0 | 2 | 1 | 7  | 8  | −1 | 2 |              |

| 20 січня 2022 17:30 |

| Казахстан | 4–4      | Словенія |
| --------- | -------- | -------- |
|           | Протокол |          |

| МартініПлаза, Гронінген |

| 20 січня 2022 20:30 |

| Італія | 3–3      | Фінляндія |
| ------ | -------- | --------- |
|        | Протокол |           |

| МартініПлаза, Гронінген |

| 24 січня 2022 17:30 |

| Італія | 2–2      | Словенія |
| ------ | -------- | -------- |
|        | Протокол |          |

| МартініПлаза, Гронінген |

| 24 січня 2022 20:30 |

| Фінляндія | 2–6      | Казахстан |
| --------- | -------- | --------- |
|           | Протокол |           |

| МартініПлаза, Гронінген |

| 28 січня 2022 17:30 |

| Словенія | 1–2      | Фінляндія |
| -------- | -------- | --------- |
|          | Протокол |           |

| Зігго Дом, Амстердам |

| 28 січня 2022 17:30 |

| Казахстан | 4–1      | Італія |
| --------- | -------- | ------ |
|           | Протокол |        |

| МартініПлаза, Гронінген |

### Група C
| Поз | Команда    | І | В | Н | П | ГЗ | ГП | РГ  | О | Кваліфікація |
| --- | ---------- | - | - | - | - | -- | -- | --- | - | ------------ |
| 1   | Росія      | 3 | 3 | 0 | 0 | 16 | 2  | +14 | 9 | Плей-офф     |
| 2   | Словаччина | 3 | 1 | 1 | 1 | 8  | 12 | −4  | 4 | Плей-офф     |
| 3   | Хорватія   | 3 | 1 | 0 | 2 | 6  | 10 | −4  | 3 |              |
| 4   | Польща     | 3 | 0 | 1 | 2 | 4  | 10 | −6  | 1 |              |

| 21 січня 2022 17:30 |

| Росія | 7–1      | Словаччина |
| ----- | -------- | ---------- |
|       | Протокол |            |

| Зігго Дом, Амстердам |

| 21 січня 2022 20:30 |

| Польща | 1–3      | Хорватія |
| ------ | -------- | -------- |
|        | Протокол |          |

| Зігго Дом, Амстердам |

| 25 січня 2022 17:30 |

| Хорватія | 0–4      | Росія |
| -------- | -------- | ----- |
|          | Протокол |       |

| Зігго Дом, Амстердам |

| 25 січня 2022 20:30 |

| Польща | 2–2      | Словаччина |
| ------ | -------- | ---------- |
|        | Протокол |            |

| Зігго Дом, Амстердам |

| 29 січня 2022 14:30 |

| Словаччина | 5–3      | Хорватія |
| ---------- | -------- | -------- |
|            | Протокол |          |

| МартініПлаза, Гронінген |

| 29 січня 2022 14:30 |

| Росія | 5–1      | Польща |
| ----- | -------- | ------ |
|       | Протокол |        |

| Зігго Дом, Амстердам |

### Група D
| Поз | Команда              | І | В | Н | П | ГЗ | ГП | РГ  | О | Кваліфікація |
| --- | -------------------- | - | - | - | - | -- | -- | --- | - | ------------ |
| 1   | Іспанія              | 3 | 2 | 1 | 0 | 15 | 3  | +12 | 7 | Плей-офф     |
| 2   | Грузія               | 3 | 2 | 0 | 1 | 5  | 11 | −6  | 6 | Плей-офф     |
| 3   | Азербайджан          | 3 | 1 | 1 | 1 | 8  | 7  | +1  | 4 |              |
| 4   | Боснія і Герцеговина | 3 | 0 | 0 | 3 | 4  | 11 | −7  | 0 |              |

| 22 січня 2022 14:30 |

| Грузія | 3–2      | Азербайджан |
| ------ | -------- | ----------- |
|        | Протокол |             |

| МартініПлаза, Гронінген |

| 22 січня 2022 17:30 |

| Іспанія | 5–1      | Боснія і Герцеговина |
| ------- | -------- | -------------------- |
|         | Протокол |                      |

| МартініПлаза, Гронінген |

| 26 січня 2022 17:30 |

| Боснія і Герцеговина | 1–2      | Грузія |
| -------------------- | -------- | ------ |
|                      | Протокол |        |

| МартініПлаза, Гронінген |

| 26 січня 2022 20:30 |

| Іспанія | 2–2      | Азербайджан |
| ------- | -------- | ----------- |
|         | Протокол |             |

| МартініПлаза, Гронінген |

| 29 січня 2022 17:30 |

| Грузія | 0–8      | Іспанія |
| ------ | -------- | ------- |
|        | Протокол |         |

| МартініПлаза, Гронінген |

| 29 січня 2022 17:30 |

| Азербайджан | 4–2      | Боснія і Герцеговина |
| ----------- | -------- | -------------------- |
|             | Протокол |                      |

| Зігго Дом, Амстердам |

## Плей-оф
На стадії плей-оф у разі нічиєї для визначення переможця збірні будуть грати додатковий час та можуть пробивати серію післяматчевих пенальті. У матчі за третє місце додатковий час не призначається, у разі нічиєї відразу пробиваються пенальті.

### Сітка
|  | 1/4 фіналу           | 1/4 фіналу           |                      |   | 1/2 фіналу      | 1/2 фіналу      |  |  | Фіналl | Фіналl |
|  |                      |                      |                      |   |                 |                 |  |  |        |        |
|  | 31 січня – Амстердам |                      |                      |   |                 |                 |  |  |        |        |
|  |                      |                      |                      |   |                 |                 |  |  |        |        |
|  | Португалія           | 3                    |                      |   |                 |                 |  |  |        |        |
|  | Португалія           | 3                    | 4 лютого – Амстердам |   |                 |                 |  |  |        |        |
|  | Фінляндія            | 2                    |                      |   |                 |                 |  |  |        |        |
|  | Фінляндія            | 2                    | Португалія           | 3 |                 |                 |  |  |        |        |
|  | 1 лютого – Амстердам |                      | Португалія           | 3 |                 |                 |  |  |        |        |
|  |                      | Іспанія              | 2                    |   |                 |                 |  |  |        |        |
|  | Іспанія              | Іспанія              | 2                    | 5 |                 |                 |  |  |        |        |
|  | Іспанія              |                      | 6 лютого – Амстердам | 5 |                 |                 |  |  |        |        |
|  | Словаччина           | 1                    |                      |   |                 |                 |  |  |        |        |
|  | Словаччина           | 1                    | Португалія           | 4 |                 |                 |  |  |        |        |
|  | 31 січня – Амстердам |                      | Португалія           | 4 |                 |                 |  |  |        |        |
|  |                      | Росія                | 2                    |   |                 |                 |  |  |        |        |
|  | Казахстан            | Росія                | 2                    | 3 |                 |                 |  |  |        |        |
|  | Казахстан            | 4 лютого – Амстердам |                      | 3 |                 |                 |  |  |        |        |
|  | Україна              | 5                    |                      |   |                 |                 |  |  |        |        |
|  | Україна              | 5                    | Україна              | 2 |                 |                 |  |  |        |        |
|  | 1 лютого – Амстердам |                      | Україна              | 2 |                 |                 |  |  |        |        |
|  |                      | Росія                | 3                    |   | Матч за 3 місце | Матч за 3 місце |  |  |        |        |
|  | Росія                | Росія                | 3                    | 3 | Матч за 3 місце | Матч за 3 місце |  |  |        |        |
|  | Росія                |                      | 6 лютого – Амстердам | 3 |                 |                 |  |  |        |        |
|  | Грузія               | 1                    |                      |   |                 |                 |  |  |        |        |
|  | Грузія               | 1                    | Іспанія              | 4 |                 |                 |  |  |        |        |
|  |                      |                      |                      |   |                 |                 |  |  |        |        |
|  | Україна              | 1                    |                      |   |                 |                 |  |  |        |        |
|  | Україна              | 1                    |                      |   |                 |                 |  |  |        |        |

### 1/4 фіналу
| 31 січня 2022 19:00 |

| Португалія | 3–2      | Фінляндія |
| ---------- | -------- | --------- |
|            | Протокол |           |

| Зігго Дом, Амстердам |

| 31 січня 2022 22:00 |

| Казахстан | 3–5      | Україна |
| --------- | -------- | ------- |
|           | Протокол |         |

| Зігго Дом, Амстердам |

| 1 лютого 2022 19:00 |

| Росія | 3–1      | Грузія |
| ----- | -------- | ------ |
|       | Протокол |        |

| Зігго Дом, Амстердам |

| 1 лютого 2022 22:00 |

| Іспанія | 5–1      | Словаччина |
| ------- | -------- | ---------- |
|         | Протокол |            |

| Зігго Дом, Амстердам |

### 1/2 фіналу
| 4 лютого 2022 |

| Португалія | 3–2      | Іспанія |
| ---------- | -------- | ------- |
|            | Протокол |         |

| Зігго Дом, Амстердам |

| 4 лютого 2022 |

| Україна | 2–3      | Росія |
| ------- | -------- | ----- |
|         | Протокол |       |

| Зігго Дом, Амстердам |

### Матч за 3 місце
| 6 лютого 2022 14:30 |

| Іспанія | 4–1      | Україна |
| ------- | -------- | ------- |
|         | Протокол |         |

| Зігго Дом, Амстердам |

### Фінал
| 6 лютого 2022 17:30 |

| Португалія | 4–2      | Росія |
| ---------- | -------- | ----- |
|            | Протокол |       |

| Зігго Дом, Амстердам |